# Талиця (місто)
Тали́ця (рос. Талица) — місто, центр Талицького міського округу Свердловської області.

## Географія
Місто розташоване на правому березі річки Пишма (басейн Обі), за 219 км на схід від Єкатеринбургу.
В околицях міста — однойменна бальнеологічна курортна місцевість. Основні природні лікувальні фактори — субтермальна (+26 ° C) хлоридна натрієва йодо-бромна вода, яка використовується для питного лікування (як лікувально-столова розливається в пляшки і називається «Талицька») і ванн при захворюваннях органів травлення, а також сапропелева грязь озера Маян. Діє водолікарня.

## Історія
Заснована 1732 року як селище при невеликій приватній винокурній куховарні, побудованій тюменськими купцями Г. і П. Переваловими. У 1774—1779 роках на місці колишньої куховарні за вказівкою імператриці Катерини II була побудована Талицька казенна гуральня. Пізніше жителі селища були задіяні для прокладання Сибірського тракту, який пройшов за 7 верст від заводу. До початку ХІХ століття Талицький завод був одним з найбільших винокурних підприємств Росії і виробляв більше 100 тисяч відер вина на рік.
У XIX столітті в декількох кілометрах від Талиці була відкрита залізнична станція Поклевська, названа на честь її засновника — відомого комерсанта А. Ф. Поклевського-Козелла, згаданого російським класиком Д. Н. Маміним-Сибіряком в оповіданні «Останні клейма» під псевдонімом «П-ський», при відвідуванні письменником Успенської папером фабрики в селі Заводоуспенське.
19 червня 1942 року Талиця отримала статус міста районного підпорядкування.

## Населення
Населення — 16225 осіб (2010, 18860 у 2002).